# Amel Gacquerre
Amel Gacquerre, née le 20 décembre 1976 dans le Territoire de Belfort, est une femme politique française.
Elle commence sa carrière politique en 2008 en étant élue au conseil municipal. Elle occupe par la suite des mandats régionaux, notamment comme conseillère régionale des Hauts-de-France à partir de 2015 et vice-présidente du conseil régional en 2021, avant de démissionner pour son mandat sénatorial. Adhérente initiale de l'UDF, elle participe à la création de l'UDI en 2012.

## Situation personnelle

### Études et formation
Amel Gacquerre effectue ses études à l’Institut Universitaire Professionnalisé de Dijon et obtient son diplôme d’Ingénieur-Maître en management et gestion des entreprises en 1998.

### Vie privée
Amel Gacquerre est mariée à Olivier Gacquerre avec qui elle a deux enfants.

## Parcours politique

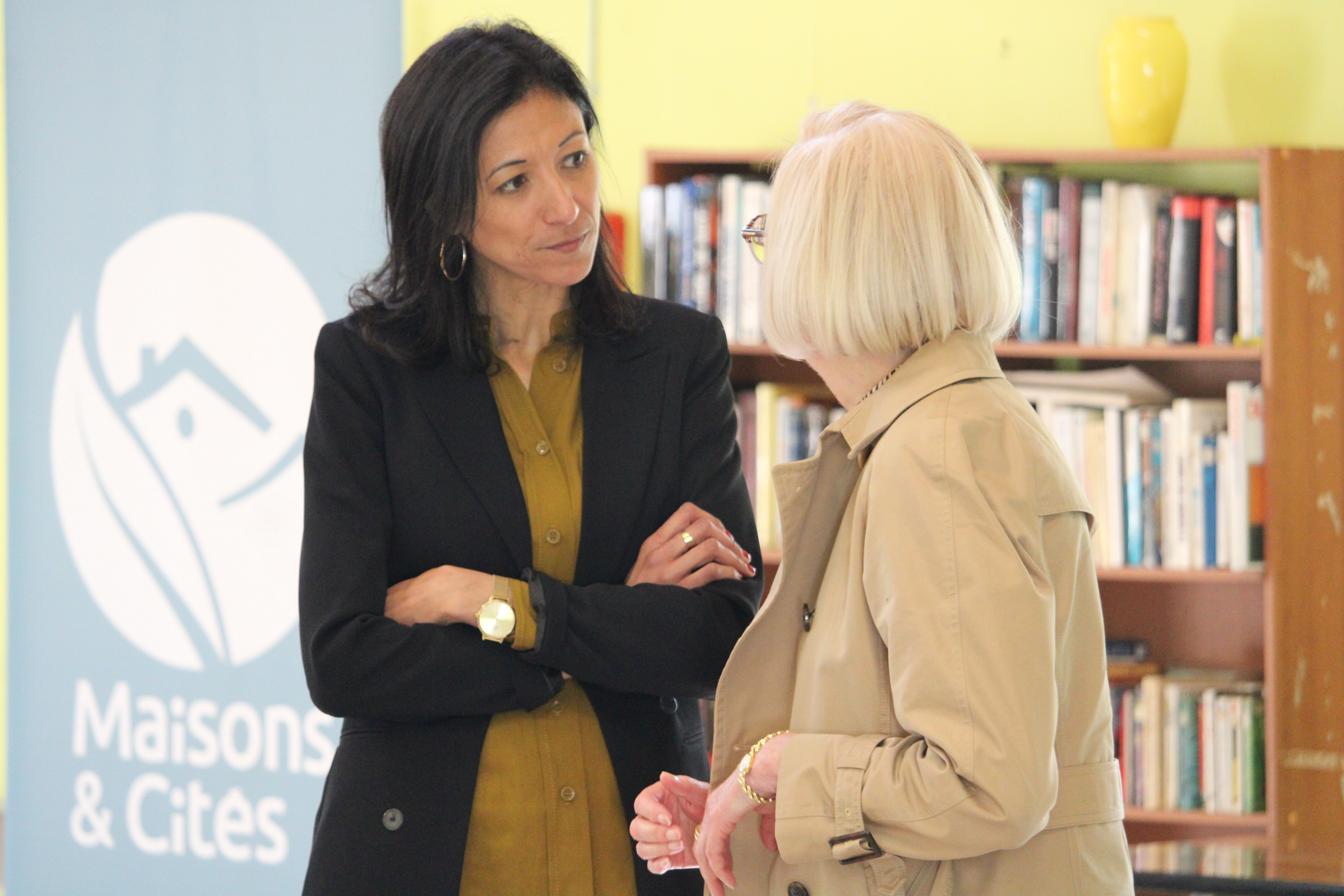
Amel Gacquerre, porte-parole des élus du Pas-de-Calais.

Adhérente à ses débuts à l’UDF, elle participe en 2012 à la création de l’UDI.

### Mandats politiques
En mars 2008, elle est élue au Conseil municipal.

### Mandats régionaux
En 2015, Amel Gacquerre participe à la liste d’Union à Droite (LUD) Notre région au travail conduite par Xavier Bertrand pour le Nord-Pas-de-Calais-Picardie, elle est élue conseillère régionale.
Réélu à la présidence des Hauts-de-France en 2021, Xavier Bertrand - tête de liste de Se Battre pour vous - désigne Amel Gacquerre vice-présidente au Conseil régional.
Elle quitte cette fonction pour occuper son mandat de sénatrice qui prend effet le 8 décembre 2021.

### Sénatrice du Pas-de-Calais
Depuis le 8 décembre 2021, Amel Gacquerre est sénatrice, membre du groupe Union Centriste, élue dans le Pas-de-Calais.